# الصفيحة الوحشية للناتئ الجناحي الوتدي
الصفيحة الوحشية للناتئ الجناحي الوتدي (بالإنجليزية: The lateral pterygoid plate of the sphenoid)‏
عريضة، ورقيقة، ومقلوبة وتشكل الجزء الجانبي من شكل حدوة الحصان مثل العملية التي تمتد من الجانب السفلي للعظم الوتدي، وهي بمثابة الاصل للعضلة الجناحية الوحشية وظيفتها هي السماح للفك السفلي بالتحرك في الاتجاه الجانبي والوسطي أو جنبا إلى جنب .
يشكل السطح الجانبي جزء من الجدار المتوسط للحفرة تحت الصدغية، ويمنح الارتكاز إلى العضلة الجانبية الوحشية.
يشكل السطح الوسطي جزء من الحفرة الجناحية، ويمنح الارتكاز إلى العضلة الوسطية الوحشية .
الحواف الخلفية حادة (العمليات الارتباطية الجناحية الشوكية )